# Wałycz
Wałycz – wieś w Polsce położona w województwie kujawsko-pomorskim, w powiecie wąbrzeskim, w gminie Ryńsk. Siedziba sołectwa.
Według podziału administracyjnego Polski obowiązującego w latach 1975–1998, miejscowość należała do województwa toruńskiego. Według Narodowego Spisu Powszechnego (III 2011 r.) liczyła 979 mieszkańców. Jest największą miejscowością gminy Ryńsk.

## Historia
Pierwsze wzmianki o miejscowości pochodzą z 1312 roku. W 1338 wieś miała rozszerzone przywileje. Według dokumentu z 1414 roku Wałycz uległ zniszczeniu. Z kolei dokument z 1550 roku wymienia miejscowość jako wieś królewską, dzierżawioną przez Marcina Dulskiego. Od roku 1787 była to własność Dietricha Stach von Golssheim, a następnie Józefy Jeżewskiej ze Zboińskich. Na początku XIX wieku tutejszy majątek stał się własnością rodziny Działowskich, a od 1884 roku Gajewskich. Od roku 1902 właścicielem majątku w Wałyczu był Chełmicki, a od 1921 Aleksander Dąmbski.

## Zabytki

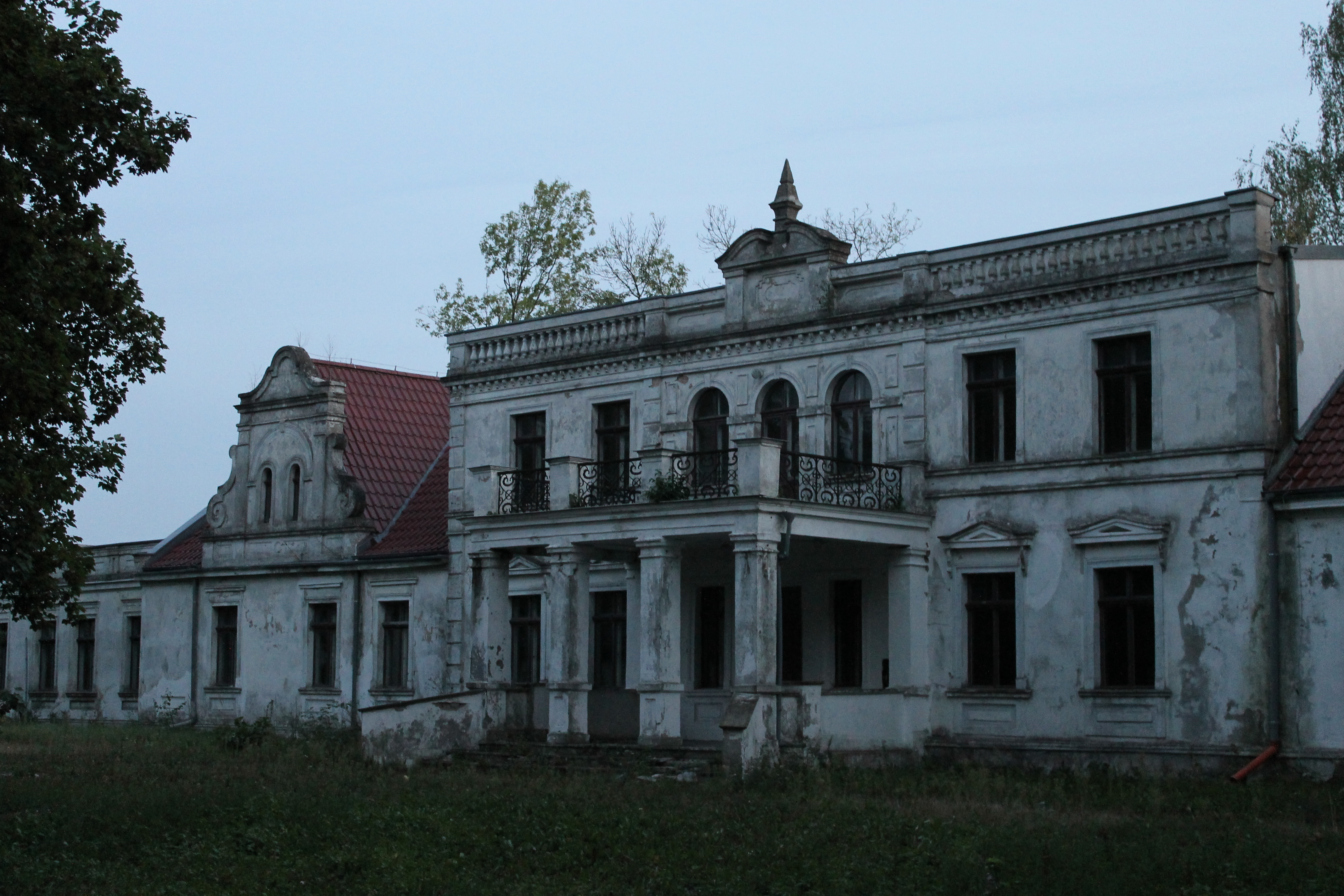
Pałac

W Wałyczu znajduje się eklektyczny dwór murowany z drugiej połowy XIX wieku (według innych źródeł z XVIII wieku), rozbudowany na początku XX wieku, oraz otaczający go park. W skład zespołu pałacowo-parkowego wchodzą też zabudowania gospodarcze. W pałacu w latach 1871–1873 przebywał Wojciech Kętrzyński. Zespół pałacowo-parkowy obecnie jest własnością Skarbu Państwa, w 1987 roku został wyremontowany. W XIX-wiecznym parku znajdują się mające ponad 100 lat drzewa należące do 15 gatunków oraz staw.
We wsi znajduje się także niewykorzystywany już cmentarz ewangelicki.